# آشپاخ (تورینگن)
آشپاخ (به آلمانی: Aspach) یک منطقهٔ مسکونی در آلمان است که در Hörsel واقع شده‌است.
 آشپاخ  ۴۱۳ نفر جمعیت دارد.